# Cycas debaoensis
Cycas debaoensis es una especie de Cycadopsida del género Cycas, de la familia Cycadaceae, del orden Cycadales.

## Distribución
Cycas debaoensis se distribuye por China (Guangxi).

## Taxonomía
Fue descrita científicamente por Y.C.Zhong & C.J.Chen. Fue publicado por primera vez en Y.C.Zhong & C.J.Chen. In: Acta Phytotax. Sin. 35(6): 571. (1997).